# 덕산중학교 (서울)
덕산중학교(德山中學校)는 대한민국 서울특별시 은평구 신사동에 있는 공립 중학교이다.

## 학교 연혁
- 1988년 2월 2일 : 덕산중학교 설립인가
- 1988년 2월 2일 : 본관 교사 신축
- 1988년 3월 1일 : 초대 안규 교장 취임
- 1988년 3월 3일 : 제1학년 입학식(10학급)
- 1988년 4월 19일 : 개교식
- 1989년 2월 28일 : 본관동 교사(12교실) 증축
- 1989년 3월 1일 : 사이클 운동부 창단
- 1991년 2월 13일 : 제1회 졸업식(총 554명)
- 1992년 10월 8일 : 후관동 교사 신축
- 2002년 10월 22일 : 정보관 교사 신축
- 2006년 1월 3일 : 체육관 신축
- 2017년 7월 31일 : 급식실 및 학생식당 증축
- 2019년 3월 1일 : 제11대 강병재 교장 취임
- 2023년 2월 8일 : 제33회 졸업식 112명 졸업 (총 졸업생수 10,486명)
- 2023년 3월 2일 : 제36회 입학식 95명 입학

## 참고 자료
- 덕산중학교 - 한국교육학술정보원 학교알리미